# 满洲大林组
株式会社满洲大林组是日本建筑公司株式会社大林组在满洲国的子公司。设立于1940年3月25日。1945年8月满洲国灭亡，随之结业。
该公司系日本法人大林组析出关东州和满洲国境内事业分拆而成的。资本金500万满洲国元。设立时总部在新京，一个月后随即迁移到奉天加茂町16号，新京改设支店。取缔役社长为日本大林组社长兼任，起初为大林义雄，1943年大林义雄死去，其子大林芳郎继任。